# Yuri Zelikovich
Yuri Zelikovich (en ruso: Юрий Зеликович; 7 de mayo de 1964) es un deportista soviético que compitió en remo. Ganó una medalla de plata en el Campeonato Mundial de Remo de 1985, en la prueba de doble scull.

## Palmarés internacional
| Campeonato Mundial | Campeonato Mundial | Campeonato Mundial | Campeonato Mundial |
| Año                | Lugar              | Medalla            | Prueba             |
| ------------------ | ------------------ | ------------------ | ------------------ |
| 1985               | Malinas (Bélgica)  | Medalla de plata   | Doble scull        |